# Дупе од мрамора
Дупе од мрамора је српски филм снимљен 1995. године који је режирао Желимир Жилник за који је и написао сценарио. Филм је 1995. године добио Теди награду на Берлинском филмском фестивалу.